# Friedhof (Böckingen)

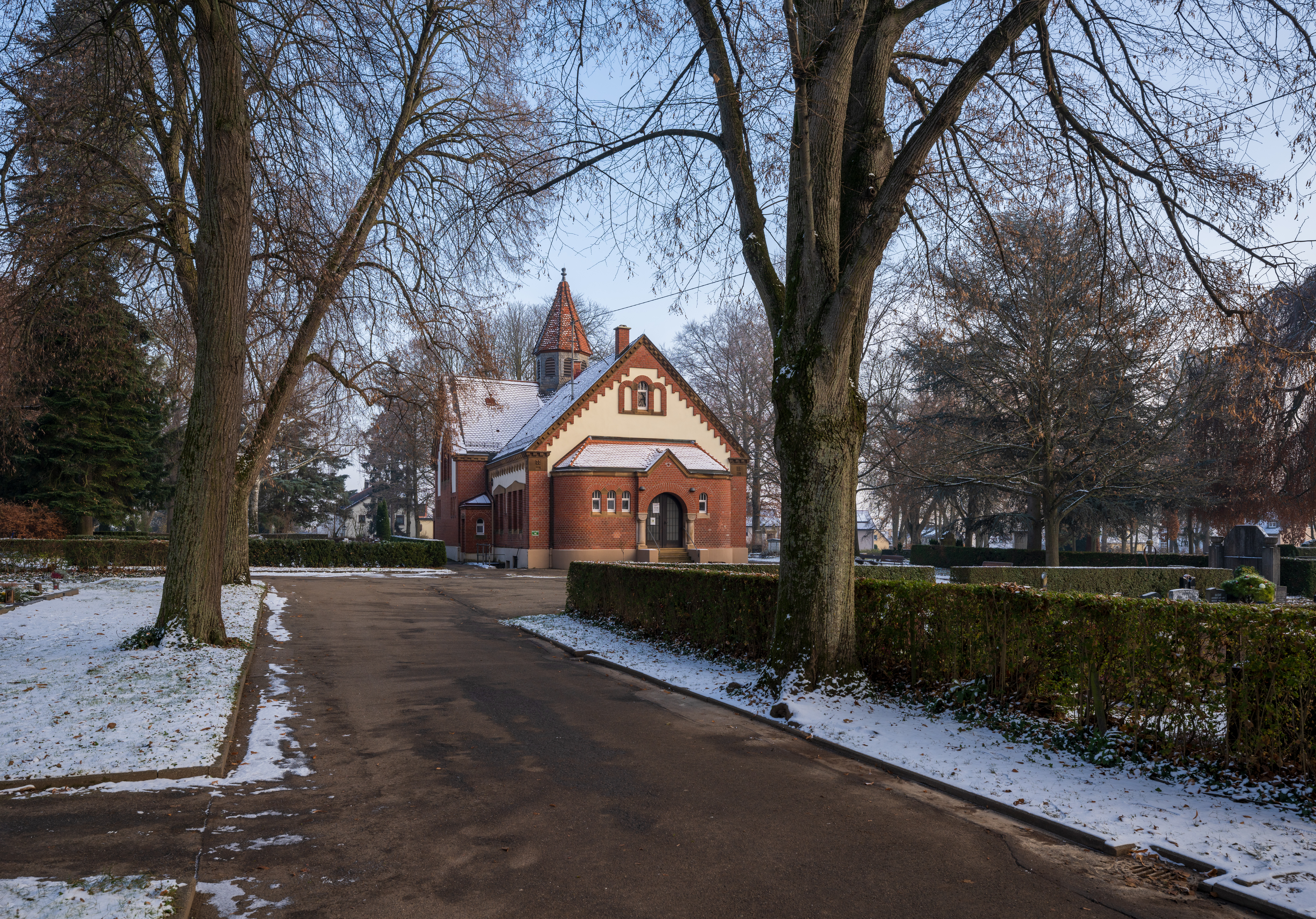
Allee und Friedhofskapelle

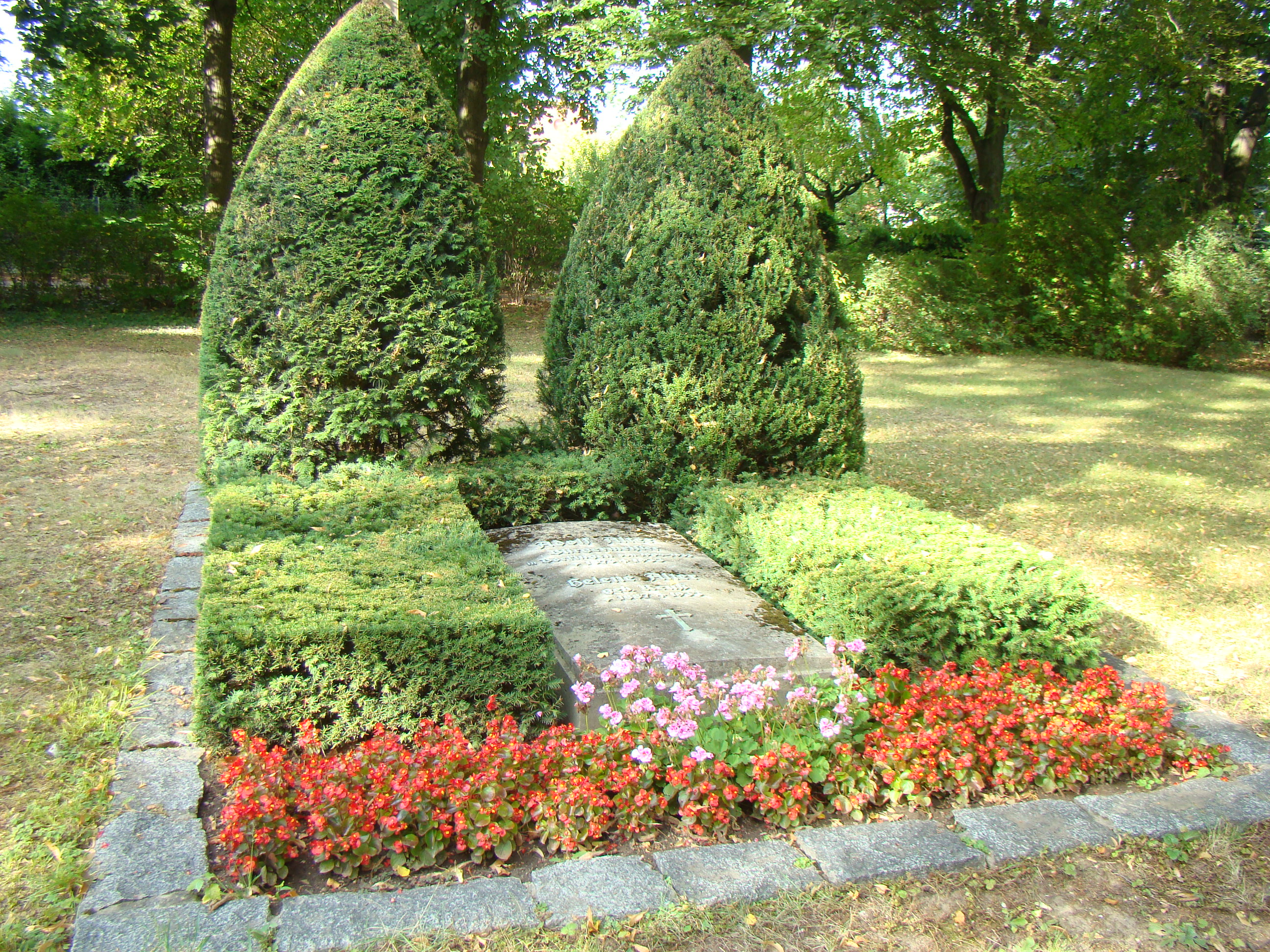
Grabstätte des Böckinger Schultheißen Adolf Alter

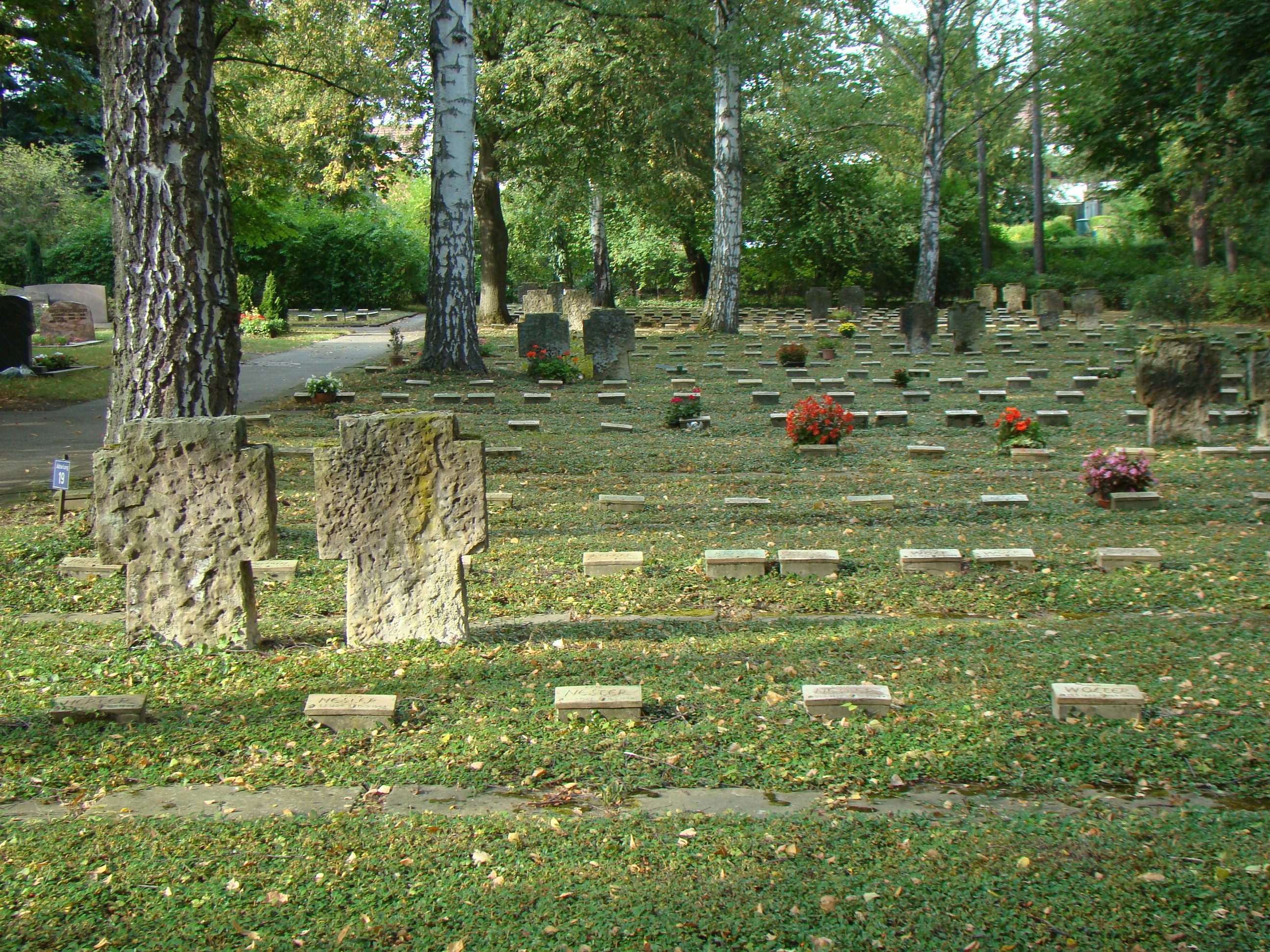
Kriegsgräberfeld

Der Friedhof an der Heidelberger Straße 60 im Heilbronner Stadtteil Böckingen wurde 1905 angelegt und steht inzwischen als Kulturdenkmal unter Denkmalschutz.

## Geschichte
Nach dem Bau des Heilbronner Rangierbahnhofs wurden Beerdigungen im alten Friedhof bei der Pankratiuskirche oftmals durch Rangierlärm beeinträchtigt, und der Friedhof geriet in „chaotischen Zustand“. Zur Lösung dieses Problems wurde im Jahr 1905 an der Heidelberger Straße ein neuer Friedhof auf einer Anhöhe am damaligen nördlichen Ortsrand angelegt, in dem nach Plänen von Karl Tscherning die Böckinger Friedhofskapelle als eklektizistisches Sakralgebäude errichtet wurde. 
Mehrere Felder des Friedhofs sind mit Kriegsopfern aus den beiden Weltkriegen belegt. Das Ehrenfeld für die Toten des Ersten Weltkriegs wird durch eine Gedenktafel in der Friedhofskapelle komplettiert. In einem eigenen Ehrenfeld sind die Zivilopfer der Luftangriffe auf Böckingen, vor allem des großen Luftangriffs vom 10. September 1944, bestattet. Darauf folgt ein Feld mit Toten aus dem Durchgangs-Gefangenenlager P.W.E. 10 auf der nahen Trappenhöhe, mit einigen umgebetteten sowie aus dem Lager für deutsche politische Häftlinge beim Durchgangslager stammenden Toten, außerdem einigen durch Luftangriffe getötete Fremdarbeiter. Unter den 674 Ehrengräber aus dem Zweiten Weltkrieg entfallen rund 250 auf Luftkriegsopfer und rund 400 auf Tote aus den Gefangenenlagern.
Ab 1966 zeichnete sich im Böckinger Friedhof ebenso wie im Klingenberger Friedhof Platzmangel ab. Darum wurde 1978 für beide Heilbronner Stadtteile der Westfriedhof zwischen Klingenberg und Böckingen im Gewann Neipperger Weg angelegt. Gegenwärtig finden im Böckinger Friedhof allerdings noch Bestattungen in bestehenden Familiengräbern oder reservierten Urnengräbern statt. Einige Grabfelder des Böckinger Friedhofs sind bereits parkähnlich eingeebnet, wobei Grabmale bedeutender Familien oder solche von hohem künstlerischen Wert erhalten werden. 
Einige Grabmale tragen das Signet des August Häußer, der als entwerfender Künstler bei der Silberwarenfabrik Peter Bruckmann & Söhne und im Jugendstil gearbeitet hat. Zu den bedeutenden Grabanlagen zählen die der Brauereifamilie Schuchmann von 1906, des Arztes Naser von 1908 und des Bauunternehmers August Mogler von 1910. Bedeutende auf dem Friedhof bestattete Personen sind neben zahlreichen weiteren örtlichen Honoratioren der Böckinger Schultheiß Adolf Alter (1876–1933) und der Künstler Walter Maisak (1912–2002).